# کومن
کومن (به آلمانی: Kommen) یک شهر در آلمان است که در برنکاستل-ویتلیش واقع شده‌است. کومن ۲۸۶ نفر جمعیت دارد.